# Fuck It (I Don't Want You Back)
Fuck It (I Don't Want You Back) är en singel/låt av och med Eamon Doyle från 2003. Det var en av de stora hitlåtarna i världen i början av 2004. Låten handlar om Eamons otrogna flickvän, som sägs ska ha legat med Eamons bästa kompis eftersom han är så dålig i sängen. Låten blev listetta i alla länder den än släpptes, däribland Sverige, Italien, USA, och Australien.
Det finns flera olika versioner av den här låten.
Låten finns med i Guinness Rekordbok för "the most expletives in a #1 song",  (den mest svordomsfulla låten som toppat världslistor).